# Diósgyőri VTK

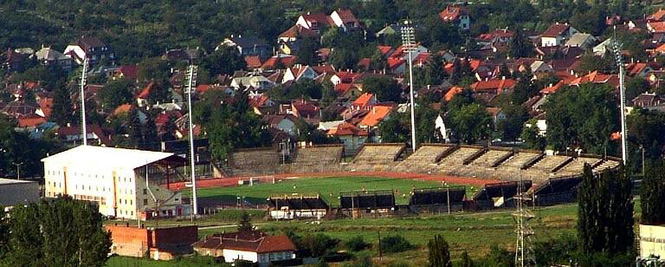
Das alte Diósgyőri Stadion, Austragungsort der Heimspiele bis 2018

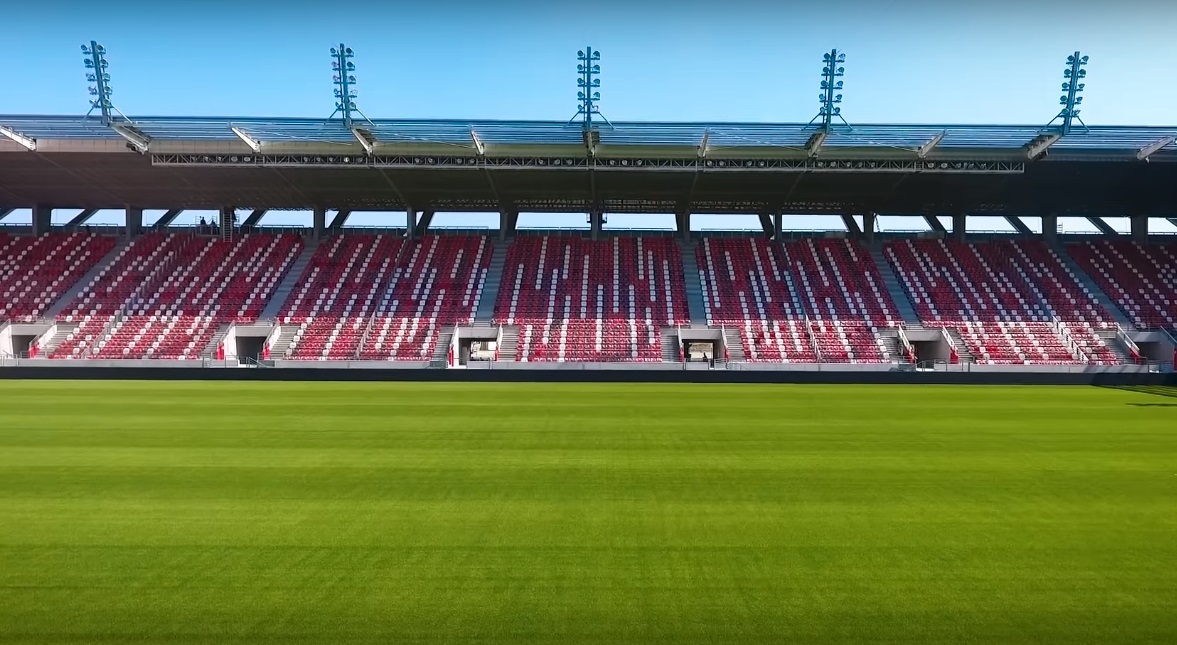
Tribüne des neuen Diósgyőri Stadions (Mai 2018)

Der Diósgyőri VTK, der Diósgyőr-Vasgyári Testgyakorlók Köre (deutsch „Kreis zur Leibesertüchtigung der Eisenarbeiter von Diósgyőr“), ist ein Fußballverein aus dem westlichen Vorort Diósgyőr der nordungarischen Großstadt Miskolc, der zurzeit in der OTP Bank Liga spielt.

## Geschichte
Der 1910 gegründete Verein spielt seit 2018 im modernisierten Diósgyőri Stadion, das 14.998 Zuschauer fasst. Der populäre Klub spielte nach der Übernahme der Erstliga-Startlizenz des Balaton FC 2004 wieder in der 1. Liga, wo er seit 1940 insgesamt 42 Spielzeiten verbracht hatte.
Die größten Erfolge feierte der Klub in den Jahren 1977 und 1980, als er zweimal den ungarischen Pokal gewann. In diesem Wettbewerb stand DVTK auch in den Jahren 1942, 1965 und 1981 im Finale. Die beste Ligaplatzierung war bislang der 3. Platz von 1979.
Der legendäre Trainer Márton Bukovi, der als Erfinder des 4-2-4-Systems gilt, betreute die Mannschaft von 1962 bis 1964.

## Europapokalbilanz
| Saison  | Wettbewerb                  | Runde                  | Gegner               | Gesamt          | Hin     | Rück          |
| ------- | --------------------------- | ---------------------- | -------------------- | --------------- | ------- | ------------- |
| 1977/78 | Europapokal der Pokalsieger | 1. Runde               | Beşiktaş Istanbul    | 5:2             | 0:2 (A) | 5:0 (H)       |
| 1977/78 | Europapokal der Pokalsieger | 2. Runde               | Hajduk Split         | 3:3 (3:4 i. E.) | 2:1 (H) | 1:2 n. V. (H) |
| 1979/80 | UEFA-Pokal                  | 1. Runde               | SK Rapid Wien        | 4:2             | 1:0 (A) | 3:2 (H)       |
| 1979/80 | UEFA-Pokal                  | 2. Runde               | Dundee United        | 4:1             | 1:0 (A) | 3:1 (H)       |
| 1979/80 | UEFA-Pokal                  | 3. Runde               | 1. FC Kaiserslautern | 1:8             | 0:2 (H) | 1:6 (H)       |
| 1980/81 | Europapokal der Pokalsieger | Vorrunde               | Celtic Glasgow       | 2:7             | 0:6 (A) | 2:1 (H)       |
| 1998    | UEFA Intertoto Cup          | 1. Runde               | Sliema Wanderers     | 5:2             | 2:0 (H) | 3:2 (H)       |
| 1998    | UEFA Intertoto Cup          | 2. Runde               | Altay Izmir          | 1:2             | 1:1 (A) | 0:1 (H)       |
| 2014/15 | UEFA Europa League          | 2. Qualifikationsrunde | Litex Lowetsch       | 3:2             | 2:0 (A) | 1:2 (H)       |
| 2014/15 | UEFA Europa League          | 3. Qualifikationsrunde | FK Krasnodar         | 1:8             | 1:5 (H) | 0:3 (H)       |

Gesamtbilanz: 20 Spiele, 10 Siege, 1 Unentschieden, 9 Niederlagen, 29:37 Tore (Tordifferenz −8)

## Titel
- Ungarischer Pokal (2): 1977, 1980
- Ungarischer Ligapokal (1): 2014

## Namensänderungen
- 1910: Diósgyőr Diósgyőr-Vasgyári Testgyakorlók Köre
- 1938: Diósgyőr Diósgyőri Magyar Állami Vagon- és Gépgyár Sport Club (Nach Fusion mit Diósgyőri AC. Vereinsfarben: rot und blau.)
- 1945: Diósgyőr Diósgyőri Vasgyárak Testgyakorló Köre
- 1948: Diósgyőr Diósgyőri Vasas Testgyakorló Kör
- 1957: Diósgyőr Diósgyőri Vasgyárak Testgyakorló Köre Miskolc
- 1992: Diósgyőr Diósgyőri Futball Club
- 2000: Diósgyőr Diósgyőri Vasgyárak Testgyakorló Köre (Nach Fusion mit Borsod Volán)
- 2003: Diósgyőr Diósgyőri Vasgyárak Testgyakorló Köre 1910
- 2004: Diósgyőr Diósgyőr Balaton Futball Club (Nach Fusion mit Balaton FC)
- 2005: Diósgyőr Diósgyőr-Vasgyári Testgyakorlók Köre
- 2007: Diósgyőr Diósgyőr-Vasgyári Testgyakorlók Köre – Borsodi
- 2008: Diósgyőr Diósgyőr-Vasgyári Testgyakorlók Köre

## Trainer
- Gusztáv Sebes (1968)
- Gábor Pölöskei (1977–1980)
- József Kiprich (2004)
- Tamás Bódog (2017–2018)